# Tootsie
Tootsie é um filme norte-americano de 1982, do gênero comédia, dirigido por Sydney Pollack. Recebeu 10 indicações ao Oscar e em 2000 foi considerado pelo American Film Institute como o 2° filme mais engraçado da história.

## Sinopse
Desesperado em busca de emprego, Michael Dorsey, um ator perfeccionista e de temperamento difícil resolve se vestir de mulher para disputar um papel feminino em uma telenovela. O que ele não esperava era obter tanto sucesso com o seu papel. Porém, manter a farsa fica cada dia mais complicado, especialmente porque ele se apaixona por Julie Nichols, uma das atrizes da telenovela, e caso ele se declare, acabará revelando que é um homem.

## Elenco
- Dustin Hoffman ....  Michael Dorsey / Dorothy Michaels
- Jessica Lange ....  Julie Nichols
- Teri Garr ....  Sandy Lester
- Dabney Coleman ....  Ron Carlisle
- Charles Durning ....  Les Nichols
- Bill Murray ....  Jeff Slater
- Sydney Pollack ....  George Fields
- George Gaynes ....  John Van Horn
- Geena Davis ....  April Page
- Doris Belack ....  Rita Marshall
- Ellen Foley ....  Jacqui
- Peter Gatto ....  Rick
- Lynne Thigpen ....  Jo
- Ronald L. Schwary ....  Phil Weintraub
- Debra Mooney ....  Sra. Mallory

## Principais prêmios e indicações
Oscar 1983 (EUA)
- Venceu na categoria de melhor atriz coadjuvante (Jessica Lange).
- Recebeu mais nove indicações, nas categorias de melhor filme, melhor diretor, melhor ator (Dustin Hoffman), melhor atriz coadjuvante (Teri Garr), melhor fotografia, melhor edição, melhor canção original (It might be you), melhor som e melhor roteiro original.

Globos de Ouro 1983 (EUA)
- Venceu nas categorias de melhor filme - comédia/musical, melhor ator - comédia/musical (Dustin Hoffman) e melhor atriz coadjuvante (Jessica Lange).
- Indicado nas categorias de melhor diretor e melhor roteiro.

BAFTA 1984 (Reino Unido)
- Venceu nas categoria de melhor ator (Dustin Hoffman) e melhor maquiagem
- Indicado nas categorias de melhor atriz (Jessica Lange), melhor figurino, melhor direção, melhor filme, melhor canção original, melhor roteiro adaptado e melhor atriz coadjuvante (Teri Garr).

Prêmio Bodil 1983 (Dinamarca)
- Venceu na categoria de melhor filme não-europeu.

Prêmio César 1984 (França)
- Indicado na categoria de melhor filme estrangeiro.

Prêmio WGA 1983 (Writers Guild of America, EUA)
- Venceu na categoria de melhor comédia escrita diretamente para o cinema.